# Pellizco
Pellizco (pronunciado "peyisco", en español rioplatense) es una especie de bombón típico de Argentina, producido principalmente en las ciudades de Quequén y Necochea.
Se trata de un cono de aproximadamente dos centímetros de base por tres centímetros de alto; su interior está relleno con dulce de leche - de la variedad llamada "de repostería" - y recubierto con una fina capa de chocolate negro. Alcanzaron reconocimiento a nivel nacional gracias a la fábrica de alfajores Havanna, originaria de Mar del Plata, la cual los comercializa bajo el nombre de Havannets.
Variedades más elaboradas de pellizco son las que tienen el dulce de leche mezclado con crema o con pequeñas cantidades de bebidas alcohólicas destiladas o con el añadido de trozos de nuez, maní, almendra, avellana, castaña de cajú, etc.